# Mount Sporli
Mount Sporli är ett berg i Antarktis. Det ligger i Västantarktis. Chile gör anspråk på området. Toppen på Mount Sporli är 2 255 meter över havet.
Terrängen runt Mount Sporli är huvudsakligen kuperad. Trakten är obefolkad. Det finns inga samhällen i närheten.